# Férfi 10 méteres toronyugrás a 2015-ös mű- és toronyugró-Európa-bajnokságon
A 2015-ös mű- és toronyugró-Európa-bajnokságon a férfi 10 méteres toronyugrás versenyszámát június 13-án rendezték meg a Neptun Swimming Poolban.
Az első helyen a – sérülése miatt három év kihagyás után visszatérő – német versenyző, Martin Wolfram végzett, aki 575,30 pontos teljesítményével kvótát szerzett Németországnak a 2016-os riói olimpiára. Második helyen az orosz Viktor Minyibajev végzett, míg a bronzérem a fehérorosz Vadzim Kapturé lett.

## Versenynaptár
Az időpontok helyi idő szerint olvashatóak (GMT +01:00).
| Dátum                     | Időpont | Forduló   |
| ------------------------- | ------- | --------- |
| 2015. június 13., szombat | 11:30   | Selejtező |
| 2015. június 13., szombat | 16:00   | Döntő     |

## Eredmény
| #  | Versenyző                | Ország                   | Selejtező | Selejtező | Döntő  | Döntő   |
| #  | Versenyző                | Ország                   | Pontok    | Rangsor   | Pontok | Rangsor |
| -- | ------------------------ | ------------------------ | --------- | --------- | ------ | ------- |
|    | Martin Wolfram           | Németország (GER)        | 483,80    | 1         | 575,30 | 1       |
|    | Viktor Minyibajev        | Oroszország (RUS)        | 471,20    | 2         | 541,70 | 2       |
|    | Vadzim Kaptur            | Fehéroroszország (BLR)   | 463,40    | 3         | 491,55 | 3       |
| 4  | Benjamin Auffret         | Franciaország (FRA)      | 416,95    | 6         | 478,20 | 4       |
| 5  | Makszim Dolgov           | Ukrajna (UKR)            | 441,15    | 5         | 454,85 | 5       |
| 6  | Szergej Nazin            | Oroszország (RUS)        | 447,30    | 4         | 450,80 | 6       |
| 7  | Matthew Lee              | Egyesült Királyság (GBR) | 409,80    | 7         | 443,65 | 7       |
| 8  | Jesper Tolvers           | Svédország (SWE)         | 388,85    | 10        | 421,90 | 8       |
| 9  | Francesco Dell’Uomo      | Olaszország (ITA)        | 397,15    | 8         | 418,05 | 9       |
| 10 | Maicol Verzotto          | Olaszország (ITA)        | 371,05    | 11        | 394,20 | 10      |
| 11 | Lev Sargsyan             | Örményország (ARM)       | 330,20    | 12        | 393,20 | 11      |
| 12 | Dominik Stein            | Németország (GER)        | 391,10    | 9         | 392,75 | 12      |
|    |                          |                          |           |           |        |         |
| 13 | Daniel Jensen            | Norvégia (NOR)           | 328,85    | 13        |        |         |
| 14 | Matthew Dixon            | Egyesült Királyság (GBR) | 315,30    | 14        |        |         |
| 15 | Loïs Szymczak            | Franciaország (FRA)      | 315,00    | 15        |        |         |
| 16 | Vladimir Harutunyan      | Örményország (ARM)       | 307,70    | 16        |        |         |
| 17 | Cătălin Constantin Cosma | Románia (ROU)            | 288,95    | 17        |        |         |